# Gephyrota viridipallida
Gephyrota viridipallida is een spinnensoort in de taxonomische indeling van de renspinnen (Philodromidae).
Het dier behoort tot het geslacht Gephyrota. De wetenschappelijke naam van de soort werd voor het eerst geldig gepubliceerd in 1956 door Joachim Schmidt.